# نكات للمسلحين
نكات للمسلحين هي المجموعة القصيية الأولى للكاتب الفلسطيني مازن معروف صدرت عن دار نشر رياض الريس للكتب والنشر - بيروت عام 2015، يتحدث الكتاب عن قصص قصيرة تتناول حياة شخصيات تعيش في ظروف صعبة في ظل الحرب والعنف.

## ملخص الكتاب
هي مجموعة قصصية تتكون من 14 قصة قصيرة، تعرض الواقع الفلسطيني. يسلط الكاتب الضوء على التأثيرات النفسية والاجتماعية للحرب حيث تختلط المشاهد اليومية للحياة مع أحداث مأساوية تجسد العنف والحرمان. في إحدى القصص يحاول الأب إضحاك مجموعة من المسلحين ليكسب تعاطفهم ويحمي عائلته بعد فقدانه لإبنه.

## أسلوب الكتاب
يقول عنه كمال الرياحي: أسلوب معروف يأخذ من الكابوسية ذعرها، ومن السوريالية عمقها ومفارقاتها، ومن السخرية مرحها ولعبها الشبيه باللهو بالثعابين، وهذا ما يرفع هذا الكتاب إلى مرتبة مهمة من مدونة القصة العربية التي لم يزدها التراكم الكمي الشيء الكثير بعد الكاتب السوري زكريا تامر.
يوظف الكاتب في أسلوبه مفاهيم مثل الفقد، والحرب، والهوية، والفشل، التي تُعبّر عن معاناة الفرد في سياق ثقافي واجتماعي. كما يتسم هذا الأسلوب بالرمزية والتقنيات المبتكرة، مثل توظيف السخرية في عرض مفارقات الحياة والواقع، وإعادة تشكيل الأحداث بطريقة تدمج الخيال مع الواقع. 

## الجوائز
- جائزة الملتقى للقصة القصيرة 2016.[5] جاءت هذه الجائزة لترد الاعتبار لأدب القصة القصيرة بحسب القائمين عليها.
- القائمة الطويلة لجائزة مان بوكر الدولية 2019.[6]